# Viktor Stocker

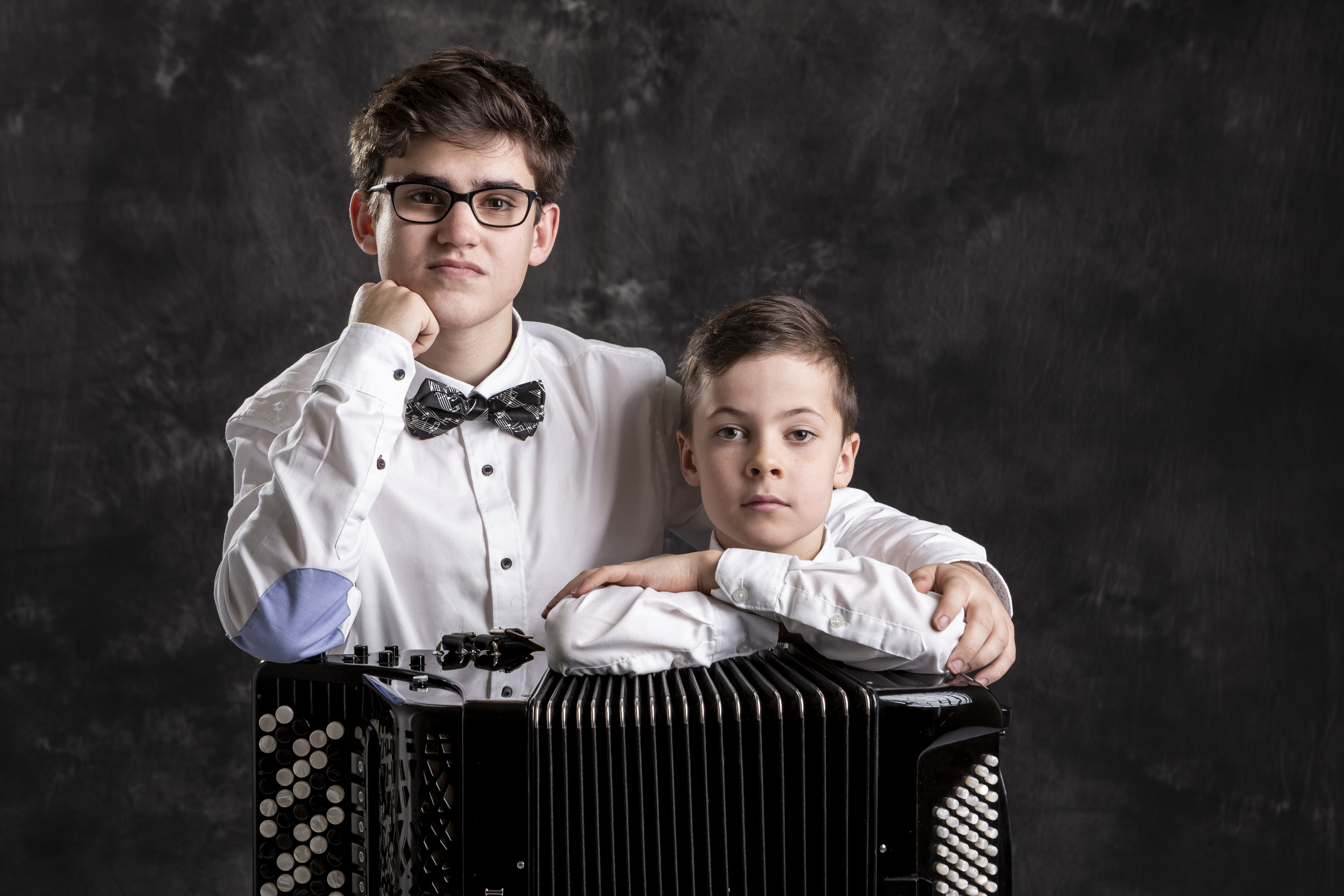
Viktor Stocker a Martin Kott, 2019

Viktor Stocker (* 25. června 2009) je český akordeonista.

## Životopis
Viktor Stocker se začal věnovat hře na akordeon ve svých šesti letech na Základní umělecké škole ve Vlašimi ve třídě Jiřího Neužila a od září 2020 je žákem Základní umělecké školy J. V. Stamice v Havlíčkově Brodě, kde se vzdělává u paní učitelky Markéty Laštovičkové. Na svém kontě má řadu koncertních vystoupení a úspěchů na mezinárodních soutěžích.
V Národní soutěži základních uměleckých škol v roce 2019 se Viktor stal ve věku pouhých devíti let absolutním vítězem okresního, krajského i ústředního kola v oboru hra na akordeon. Mezi jeho další významné úspěchy z uplynulých let patří 1. místo na Mezinárodních akordeonových dnech v Praze v letech 2018 a 2019, přičemž v roce 2019 zároveň získal zvláštní cenu poroty za nejvyšší bodové hodnocení celé soutěže. V roce 2019 dále vybojoval první místo na Mezinárodní akordeonové soutěži ve Vídni a na soutěži Malé dny harmoniky v německém Klingenthalu, kde obdržel i zvláštní cenu poroty pro nejmladšího oceněného hráče. V září 2019 se zúčastnil světové akordeonové soutěže v italském Castelfidardu, odkud si kromě velmi vysokého bodového hodnocení (18,69 bodu z 20) v kategorii do 12 let přivezl i mimořádnou cenu pro nejmladšího účastníka soutěže.
V tomto věku má v sobě obrovskou muzikalitu. Je to dítě, které v něčem hraje jako dospělý. Má takový zvláštní a krásný způsob sdělení muziky, že máte pocit, že hrajete s partnerem, který už s Vámi hraje deset, patnáct let. Viktor má talent, který se nedá naučit. Který buď je anebo není. 
Jaroslav Svěcený
Mezi Viktorovy nejnovější úspěchy patří první ceny z mezinárodních online soutěží Danubia Talents Budapest a Vivo International Music Competition New York, které získal v prosinci 2020. V roce 2020 dále obdržel 1. místo a titul absolutního vítěze na česko-německé akordeonové soutěži Malé dny harmoniky v Klingenthalu a šesté místo na světové akordeonové soutěži CMA, kde byl hodnocen jako třetí nejlepší hráč Evropy v kategorii klasické hudby do 12 let. V lednu 2020 získal za své hudební úspěchy prestižní ocenění Zlatý oříšek udělované nejtalentovanějším dětem České republiky.

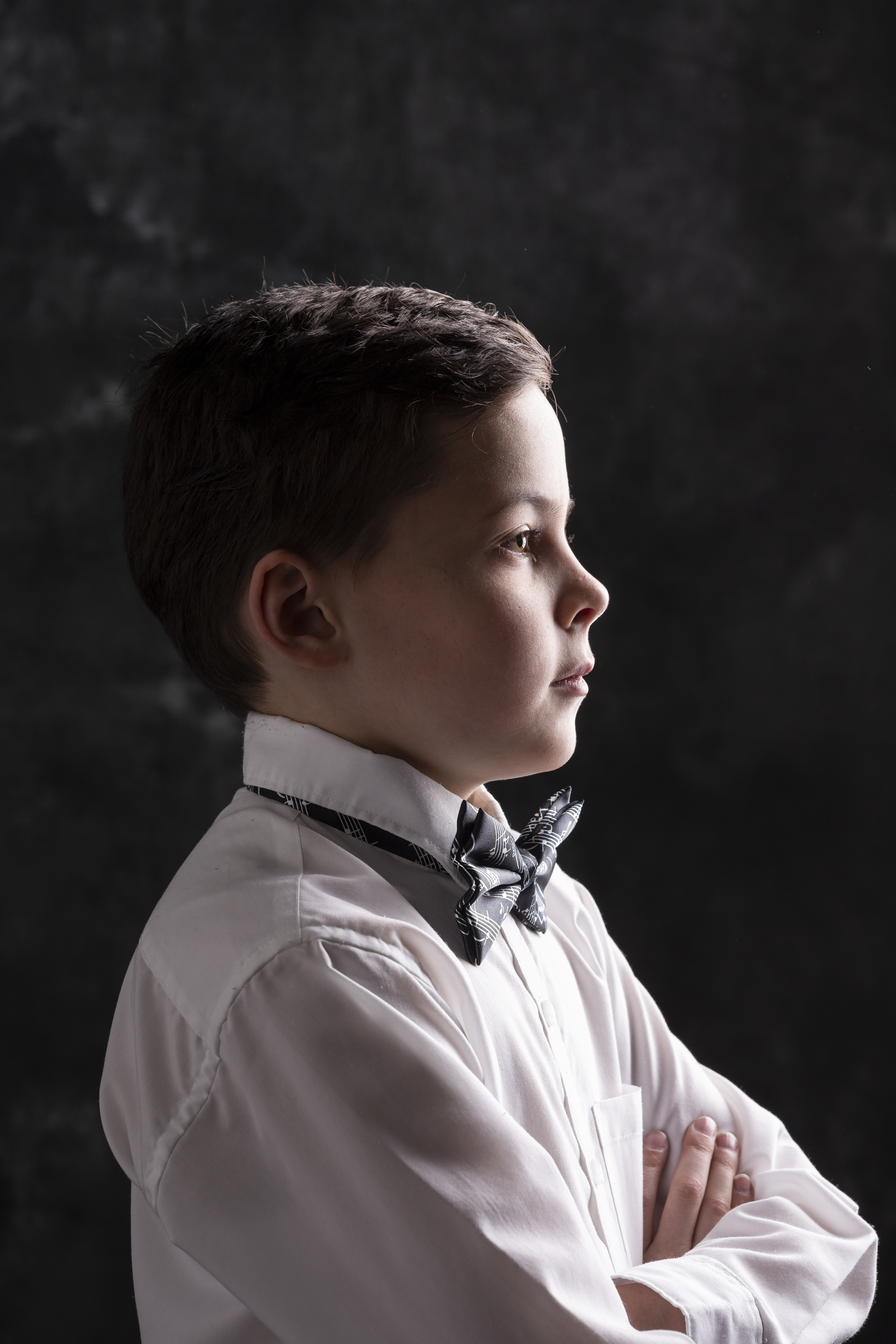
Viktor Stocker, 2019

Viktor má na svém kontě řadu koncertních vystoupení. V roce 2020 se představil na několika koncertech Jaroslava Svěceného (benefiční koncert pro FOD Klokánek v Libeňském zámku, festival Tóny Chodovské tvrze a festival Žhavé struny Jaroslava Svěceného v Litoměřicích), vystoupil také po boku violoncellisty Tomáše Jamníka a byl mezi dětmi vybranými pro natáčení benefičního Koncertu naděje, který pořádá ZUŠ Open a nadace MenART a který byl v lednu 2021 odvysílán na programu ČT art.
Kromě sólové dráhy Viktor působí též jako komorní hráč v duetu s akordeonistou Martinem Kotem, studentem Pražské konzervatoře. Při svém prvním soutěžním vystoupení v listopadu 2019 na Mezinárodních akordeonových dnech v Praze chlapci získali 1. místo v kategorii komorní hry pro dva až tři nástroje do 19 let. Kromě toho již odehráli několik společných koncertů, například na festivalu Preludium Aloise Motýla v Šumperku, koncert Akordeonové naděje v Běchovicích či v rámci festivalu vážné hudby Pocta Rudolfu Firkušnému v Napajedlech.
V rámci časových možností se Viktor pod vedením Markéty Laštovičkové věnuje i vlastní tvorbě. Za své kompozice pro akordeon byl v ústředním kole Národní soutěže základních uměleckých škol v oboru Skladba v roce 2019 oceněn stříbrným pásmem v kategorii do dvanácti let. V roce 2022 získal za svou kompozici pro sólový akordeon s názvem Vichřice nejvyšší možné ocenění v německé skladatelské soutěži Jugend komponiert. Od září 2022 je přijat k soukromému studiu do Skladatelské třídy v Drážďanech (Komponistenklasse Dresden).
Viktor neustále pracuje na svém dalším rozvoji. V době letních prázdnin se pravidelně účastní hudebních kurzů v Třeboni pod vedením předních českých akordeonistů, pedagoga Pražské konzervatoře Ladislava Horáka a Markéty Laštovičkové, a akordeonových kurzů v Kutné Hoře.